# 兵庫県道717号一乗寺法華口線
兵庫県道717号一乗寺法華口線（ひょうごけんどう717ごう いちじょうじほっけぐちせん）は、兵庫県加西市から加古川市に至る一般県道である。

## 概要
加西市坂本町から加古川市志方町畑に至る。

### 路線データ
- 起点：加西市坂本町（兵庫県道206号法華山線起点）
- 終点：加古川市志方町畑（兵庫県道515号小原宝殿停車場線交点）
- 総延長：約1.058 km

## 地理

### 通過する自治体
- 加西市
- 加古川市

### 交差する道路
| 交差する道路                  | 市町村名 | 交差する場所 | 交差する場所 |
| ----------------------------- | -------- | ------------ | ------------ |
| 兵庫県道206号法華山線         | 加西市   | 坂本町       | 起点         |
| 兵庫県道515号小原宝殿停車場線 | 加古川市 | 志方町畑     | 終点         |

### 沿線
- 法華山一乗寺